# すばらしい
すばらしい/素晴らしい
| ウィキペディアには「すばらしい」という見出しの百科事典記事はありません（タイトルに「すばらしい」を含むページの一覧/「すばらしい」で始まるページの一覧）。 代わりにウィクショナリーのページ「すばらしい」が役に立つかもしれません。 |